# 디자인 경영
디자인 경영(Design management)은 회사와 같은 조직에서 디자인과 관련된 의사 결정을 할 때에 시장상황과 고객 중심적인 방법으로 최적화하여 접근하는 방법을 의미한다. 디자인 경영은 디자인을 통해 회사의 경영 목적을 이루려는 방법이기도 하며 이를 통해 서비스, 제품, 조직의 디자인 관련된 사항을 최적화하여 생산성, 경쟁력과 품질을 향상시킬 수 있다.
이 분야는 지식경영의 중요한 분야 중 하나로서 산업디자인, 브랜드디자인, 인터페이스 디자인 등 다양한 디자인 분야와 관련되며 디자인 문제를 정의한 후 이를 해결하기 위한 디자인 프로세스를 거치면서 마케팅부서, 제조및 개발 부서 같은 조직의 다른 부분과 협력하여 목표를 성취하려고 함께 노력한다. 크게 디자인 부서를 관리하는 것, 디자인 프로세스를 관리하는 것, 그리고 디자인의 결과물을 관리하는 것과 미래의 디자인 전략을 세우는 역할을 한다.
영국, 일본과 한국에서는 특히 정부가 산업을 진흥하기 위한 목적으로 디자인과 기업에서의 디자인 경영의 활용을 지원하고 있다.

## 발달의 역사
디자인 경영을 처음으로 체계적으로 시도한 회사는 1920년대의 독일의 AEG, 1940년대의 이탈리아의 올리베티사이다.

### 1940년대
1944년 영국 정부에 의해 영국 디자인 위원회 (British Design Council)이 창립되었다. 이 조직의 목적은 "영국 산업의 제품의 디자인을 향상시키기 위한 모든 실무적 활동을 증진하는 것"이었다. 이후 이 위원회는 60년이 넘는 세월 동안 영국 디자인계와 디자인계의 발전에 크게 공헌하였다.

### 1950년대
1951년에 시카고의 월터 팹케(Walter Paepcke)가 아스펜 디자인 학회를 창립하고 첫 번째 모임을 가졌다. 이때 주제가 "경영의 기능으로서의 디자인"이었다. 이를 통해 경영계와 디자인계의 인사들이 함께 모여 정보를 교환하는 계기가 되었다.

### 1960/1970년대
이때의 디자인 경영은 어떻게 디자인을 사업적 기능으로 정의하고 이를 적절하게 경영할 수 있는 방법과 언어를 만드는가에 초점이 모아졌다. 1970년대로 들어서면서 피터 고브(Peter Gorb)와 다른 선구자들은 디자이너들이 사업에 대해 배울 수 있는 기사를 썼으며 경영계가 어떻게 디자인을 전략적으로 중요한 사업의 도구로서 활용할 수 있는지에 대한 이해를 도우려 노력했다.
1975년에 디자인 경영 연구협회 (Design Management Institute) 가 보스턴에서 창립되었다. DMI는 비영리 국제 기구로서 비지니스 전략의 핵심적인 부분으로서의 디자인의 중요성에 대한 인식을 높이고자 만들어졌으며 디자인 경영의 권위있는 국제적 정보의 공유와 교환을 담당하게 되었다.

### 1980년대
디자인 경영은 이때부터 한때의 유행이 아닌 사회,경제,생태,기술과 문화적 측면에서 유용한 가치를 발견하게 되고 그 역할을 넓혀가게 되었다. 제품디자인같이 수직적으로 발달된 디자인의 전문 분야들과 아울러서 문화, 경영, 경제 등 다방면에서 디자인을 어떻게 만들어야 할 것인가에 대한 논의가 이루어졌다. 영국 디자인 위원회는 80년대에 들어서는 교육과 공공부분에 많은 노력을 기울여서 공공 시설의 디자인 품질을 향상시켰다.

### 현대
최근에 와서 디자인이 얼마나 경영의 성공에 영향을 주고 핵심적인 역할을 했는가에 대한 예가 나이키, 모토로라, 스타벅스 그리고 애플의 디자인 전략이다. 이를 통해 얼마나 기업에서 디자인 전략이 중요한지에 대해 잘 드러나게 되었으며 기업뿐만 아니라 국가,사회단체에서도 단순한 아름답고, 실용적인 목적의 디자인에서 총체적 사용자 경험 디자인을 창출하고자 디자인 경영에 힘을 쏟고 있다.

## 디자인 경영의 지향점
이상에서 디자인 경영으로 성공한 사례들을 간략히 살펴보았다. 디자인 경영 전문가들의 견해를 종합하면 앞으로 디자인 경영은 다음과 같은 세 가지 방향으로 나아가야 한다(Klocker, Gibson, & Borger, 2012).
첫째, 모두의 디자인(universal design)을 지향해야 한다는 것으로, 누구나 쉽고 편하게 상품이나 서비스를 사용하고 생활할 수 있도록 하는 디자인을 말한다. 이러한 개념은 사회적 약자를 배려하고 문화적 다양성과 차이를 인정함으로써 누구나 가치 있는 생활을 누릴 수 있어야 한다는 철학이다. 예를 들어, 일본 도시바에서 신체 활동 능력이 떨어진 노인들도 버튼 하나로 손쉽게 냉장고 문을 여닫을 수 있도록 버튼형 냉장고를 개발한 사례가 여기에 해당된다.
둘째, 지속 가능한 디자인(sustainable design)을 지향해야 한다는 것으로, 지구환경 문제를 생각해 지속적으로 활용 가능한 디자인을 모색하는 것을 말한다. 앞으로는 환경 친화적이지 않거나 자원 활용의 효율성이 낮은 상품은 소비자의 외면을 받을 가능성이 높다. 때문에 앞으로 디자인 경영에서는 생활, 농업, 주거, 인구, 교육 등 삶의 지속 가능성과 관련된 주제에 깊은 관심을 가져야 한다.
셋째, 확장된 패밀리룩 디자인(extended family-look design)을 지향해야 한다는 것으로, 유사한 디자인 콘셉트를 공유하여 유사 기업이나 동일 브랜드 간에 가족 같은 느낌을 주는 디자인을 모색해야 한다. 현대의 소비자들은 상품과 공간 그리고 생활의 통합을 선호하는데 이와 같은 소비자들의 욕구를 채우기 위해서는 전자, 건설, 인테리어 등 다양한 영역들이 유기적으로 연계되어 기능적 통합과 시각적 통일성이 구현되어야 한다.
일찍이 일본 혼다의 혼다 소이치로(本田宗一郎) 회장은 디자인을 “눈으로 즐기는 교향곡”이라고 했으며, 우리 선조들도 “같은 값이면 다홍치마(同價紅裳)”라는 속담을 남겼다. 이런 금언들은 디자인 경영의 핵심 가치를 정확히 나타내고 있는데, 21세기 지식 기반의 경제 환경에서도 금과옥조로 쓰일 것이다. 이전의 패러다임이 ‘가격 대비 성능’이었다면 앞으로의 패러다임은 ‘가격 대비 디자인’이 될 것이기 때문이다. 앞으로 디자인 경영의 성공 사례가 더 많이 축적되어 우리의 생활 속에서 눈으로 즐기는 교향곡이 다홍치마 펄럭이듯 흘러넘치기를 기대한다.

## 같이 보기
- 디자인 리서치
- 디자인 플래닝